# Francis Lokoka
Francis Lokoka, né le 8 septembre 1993, est un gardien de but international français de futsal.
Formé au football, Lokoka passe au futsal une fois adulte, au Sporting Paris. En recherche de temps de jeu, il rejoint l'ASC Garges Djibson futsal avec qui il est champion de France dès la première saison. En 2019, il rejoint le Kremlin-Bicêtre futsal, sanctionné en D1 et relégué en fin d'exercice. Il retourne alors à Garges. 
En 2019, il est convoqué en équipe de France A.

## Biographie

### Début au football
Francis Lokoka commence par le football traditionnel et joue au city stade dans son quartier à Épinay-sur-Seine, ville où il grandit. Déjà gardien de but, Lokoka passe par les équipes jeunes du Red Star, puis le Paris FC à 17 ans en U17 nationaux, U19 nationaux avec des joueurs comme Karl Toko Ekambi, puis CFA 2 en équipe réserve jusqu'à la fin de saison 2016. 
Il arrête ensuite de jouer pendant un an et demi.  

### Passage au futsal
Francis Lokoka découvre le futsal grâce à son ami et futur coéquipier en Équipe de France Landry N’Gala. En 2016, Francis débute au Sporting Paris avec l'équipe réserve en Régional 1. 
En 2016, il rejoint Garges Djibson avec qui il est champion de France dès la première saison. Il est ensuite finaliste de la Coupe de France 2018-2019. Au terme de cette saison 2018-2019, Lokoka est élu troisième meilleur gardien du Championnat de France.
Durant l'été 2019, il rejoint le Kremlin-Bicêtre futsal. Sur le plan collectif, l'exercice 2019-2020 est négatif car le club descend en D2 à cause de plusieurs pénalités infligées au club par la FFF. D’un point de vue individuel, il s'agit de sa meilleure saison, terminant deuxième meilleur gardien du Championnat derrière Miodrag Aksentijević et donc meilleur gardien français. 
Avec la descente du KB en deuxième division, Lokoka retourne à Garges-Djibson. 
En 2021, Lokoka rejoint le Nantes Métropole Futsal et remporte la Coupe de France dès sa première saison nantaise. La deuxième année, le portier connaît un début saison mitigé avec plusieurs forfaits. Il est pourtant élu meilleur gardien de D1 2022-2023. 

### En équipe nationale
En mai 2019, Francis Lokoka-Kololoni est convoqué au stage de détection de l'Équipe de France de futsal réunissant vingt et un joueurs au CNF de Clairefontaine. 
Le 16 septembre 2019 à Sélestat, Francis Lokoka joue son premier match en bleu contre la Finlande. Il participe ensuite à la qualification pour la Coupe du monde, qui serait la première disputée dans l'histoire du futsal français.
En avril 2023, le numéro 1 du Nantes Métropole Futsal forme le trio de gardiens des Bleus avec Joévin Durot et Louis Marquet en tournoi international amical au Maroc. Il compte huit sélections avant le début de la compétition. Contre le Japon, Lokoka est auteur de plusieurs parades décisives (3-0).

## Style
En janvier 2020, Djamel Haroun, gardien titulaire et capitaine de l'équipe de France, dit de lui que c'est « Le petit nouveau. Il est arrivé en septembre 2019. Francis, c'est un gardien en devenir, jeune (26 ans), très explosif sur la ligne. Il n'a quasiment aucune faille sur la ligne. Il a de très bons réflexes. Mais il a aussi encore beaucoup à progresser. S'il reste dans cette logique d'apprentissage, ce sera certainement le futur gardien de l'équipe nationale, à condition qu'il gagne beaucoup en expérience dans la communication, dans la gestion des émotions. Sinon, dans la vie de tous les jours, il est dans sa bulle, il parle très peu ». 
Trois ans plus tard, le joueur du Nantes Métropole Futsal est devenu titulaire en équipe nationale. Raphaël Reynaud, le sélectionneur, le décrit comme un gardien « très explosif, spectaculaire capable de parades extraordinaires ». 

## Palmarès
Lokoka est membre de la Team Caméléons, septuple champion de France de Street Football.
Avec Garges-Djibson, Francis Lokoka est champion de France en 2016-2017 et finaliste de la Coupe de France 2018-2019.
- Championnat de France (1)
  - Champion : 2016-2017 avec Garges-Djibson

- Coupe de France (1)
  - Vainqueur : 2022 avec Nantes
  - Finaliste : 2019 avec Garges-Djibson